# Chicken Shack
Chicken Shack est un groupe de blues britannique créé en 1967. Il était composé à l'origine de Stan Webb (chant et guitares), Andy Sylvester à la basse, et Alan Morley à la batterie, rejoints en 1968 par Christine Perfect (chant et claviers).

## Carrière
Chicken Shack se forme en tant que trio en 1965, leur nom provenant du titre de la chanson Back at the Chicken Shack de Jimmy Smith. Leur première apparition a lieu au Festival National de Jazz et Blues de Windsor en 1967. Ils signent alors un contrat chez Blue Horizon, le label orienté blues créé par  Mike Vernon.
Leur premier album, Forty Blue Fingers, Freshly Packed and Ready to Serve sort début 1968. Le groupe devient vite un pilier de ce que l'on appellera le British blues boom aux côtés de groupes comme Fleetwood Mac ou les Bluesbreakers de John Mayall, décrochant deux tubes mineurs, I'd Rather Go Blind et Tears In The Wind, après quoi Christine Perfect quitte le groupe en 1969 quand elle épouse John McVie de Fleetwood Mac. Elle est remplacée par Paul Raymond.
Abandonnés par Blue Horizon, le pianiste Paul Raymond, le bassiste Andy Silvester et le batteur 
Dave Bidwell partent en 1971 pour rejoindre Savoy Brown. De son côté, Stan Webb reforme un trio avec John Glascock à la basse et Paul Hancox à la batterie et ils enregistrent Imagination Lady. Cette formation ne dure pas, Glascock va rejoindre Jethro Tull, tandis que Webb est recruté pour Savoy Brown en 1974 et enregistre l'album Boogie Brothers avec eux.
De 1977 à aujourd'hui, Webb a ravivé le nom de Chicken Shack en de nombreuses occasions, avec de très nombreux musiciens dont certains feront plusieurs passages. Il reste le seul membre constant du groupe,,,,,,.

## Discographie

### Albums
- 40 Blue Fingers, Freshly Packed and Ready to Serve (1968), Blue Horizon
- O.K. Ken? (1969), Blue Horizon - Number 9
- 100 Ton Chicken (1969), Blue Horizon
- Accept (1970), Blue Horizon
- Imagination Lady (1972), Deram
- Unlucky Boy (1973), Deram
- Goodbye Chicken Shack  (Live) (1974), Deram
- Double (1977), Deram
- Stan the Man (1977), Nova
- That's the Way We Are (1978), Shark
- The Creeper (1978), WEA
- Chicken Shack (1979), Gull
- In the Can (1980), Epic
- Roadies Concerto (Live) (1981), RCA
- Simply Live (Live) (1989), SPV (Allemagne)
- On Air (BBC sessions) (1998), Strange Fruit Records
- Black Night (1999), (Stan Webb's Chicken Shack)
- Still Live After All These Years (2004), Mystic
- Webb (2001)
- Stan The Man (2002), compilation
- Stan Webb (2004)
- Going Up, Going Down-Anthology (2004)
- Poor Boy/the Deram Years (2006), (Stan Webb's Chicken Shack)
- Strange Situations/The Indigo (2006), (Stan Webb's Chicken Shack)

### Singles
- "It's Okay With Me Baby" 19/01/1968, Blue Horizon
- "When The Train Comes Back / Hey Baby" 6/12/1968 Blue Horizon
- "I'd Rather Go Blind" (1969), Blue Horizon
- "Tears in the Wind" (1969), Blue Horizon[8].

## AlbumAccept(1970)
1. Diary Of Your Life
2. Pocket
3. Never Ever
4. Sad Clown
5. Maudie
6. Telling Your Fortune
7. Tired Eyes
8. Some Other Time
9. Going Round
10. Andalucian Blues
11. You knew you did you did
12. She didn't use her loaf
13. BONUS Maudie-single version

### Source
- (en) Cet article est partiellement ou en totalité issu de l’article de Wikipédia en anglais intitulé « Chicken Shack » (voir la liste des auteurs).